# Frithiof Hultman
Frithiof Hultman, född 31 mars 1831 i Ekenäs, död där 11 februari 1890, var en finländsk affärsman. Han var far till Oskar Hultman.

## Biografi
Frithiof Hultman föddes 31 mars 1831 i Ekenäs. Hultman, som var verksam inom det Hultmanska handelshuset i Ekenäs från 1855, var även bland annat direktör i det lokala ölbryggeriet och porterbryggeriet samt skeppsredare (Sydfinska kustångfartygsbolaget). Han tog initiativ till regelbunden vintertrafik mellan Finland och Sverige med ångfartyget S/S Express, till Hangöbanan och till tidningen Västra Nyland. Hultmanska handelshuset upphörde vid hans frånfälle 11 februari 1890 i Ekenäs, medan bryggeriet bar hans namn ända till konkursen 1963.